# Roman Schwaller

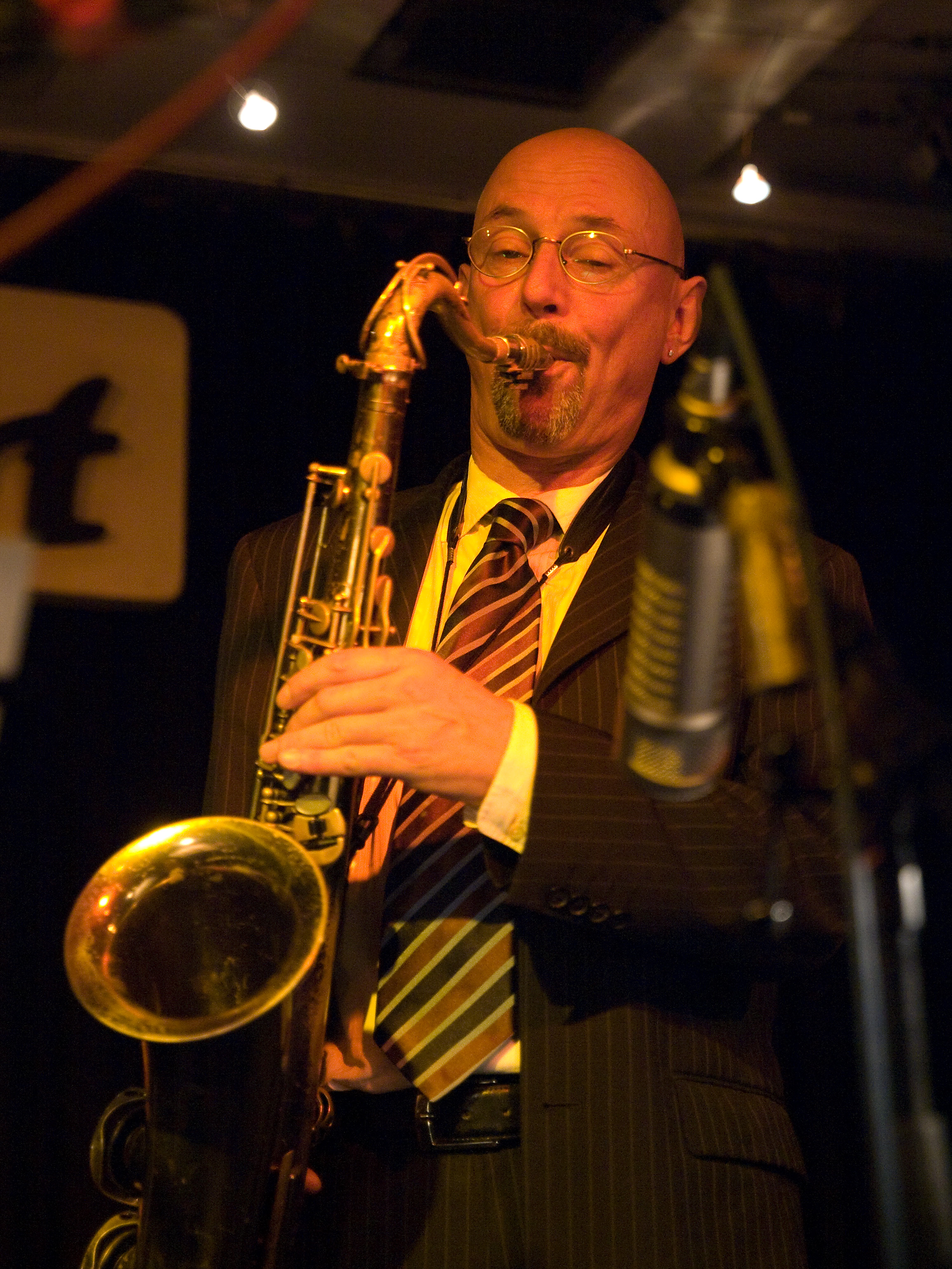
Roman Schwaller im Jazzclub Unterfahrt (München 2008)

Roman Schwaller (* 18. Januar 1957 in Frauenfeld, Schweiz) ist ein Schweizer Tenorsaxophonist, Komponist, Bandleader und ehemaliger  Hochschullehrer.

## Biographie
Nach einer klassischen Klarinettenausbildung am Konservatorium Winterthur und Unterricht an der Swiss Jazz School Bern bei Heinz Bigler und Andy Scherrer nahm Schwaller im Mai 1977 in München Kontakt zu lokalen Jazzmusikern auf. Es folgte eine erste Live-Radioproduktion während der Rekrutenschule (Grundausbildung Schweizer Armee) als jüngster Teilnehmer mit dem „Jazz-Live Trio“ im Schweizer Radio DRS 2 im Oktober 1977. Erste professionelle Konzerte in Deutschland gab er mit Dusko Goykovich, Klaus Weiss, Frank St. Peter und Joe Haider.
1978 nahm Schwaller eine erste Schallplatte mit dem Klaus Weiss Quintet feat. Mal Waldron (p) auf; 1979 folgte ein halbjähriger Aufenthalt in New York City mit der ersten Produktion unter eigenem Namen mit Don Friedman und Marc Johnson. 1979 bis 1989 war er Mitglied des Vienna Art Orchestra, mit weltweiten Tourneen. Seit 1980 spielte er in Bands unter eigenem Namen. 1983 gründete er sein Quartett mit Thomas Stabenow, mit dem er weiterhin musikalisch eng verbunden ist, Paul Grabowsky, Piano und Joris Dudli, Schlagzeug. Ab 1985 war er laut eigenen Aussagen "der dritte Tenorist (der damit gut leben konnte)" im Quintett von Franco Ambrosetti und George Gruntz (mit Jean-François Jenny-Clark und Daniel Humair); für Studioproduktionen wurde Michael Brecker verpflichtet und für Festivalauftritte Larry Schneider. 1985 und 1987 war er Mitglied bei „Three Generations of Tenorsaxophone“ mit den Tenorgiganten Johnny Griffin und Sal Nistico. Von 1990 bis März 1993 war er erster Tenorsaxophonist der Big Band des Norddeutschen Rundfunks in Hamburg; seit April 1993 ist er wieder freischaffender Jazzmusiker. Seitdem spielt er im Quartett mit Oliver Kent, Piano; Thomas Stabenow, Bass; Mario Gonzi, Drums und im Sextett mit Derrick Gardner, Trompete und Adrian Mears, Posaune (gleiche Rhythmusgruppe).
Als Gastsolist spielte er in den Orchestern von Radio DRS, EBU Big Band (Stockholm) 1983, NDR Hamburg, hr-Bigband, Metropole Orkest (Radio Hilversum), Al Porcino Big Band, Harald Rüschenbaum Big Band, Paul Kuhn Big Band und dem Sunday Night Orchestra (Nürnberg/Köln). Im Frühjahr 1999 ging Schwaller auf Europatournee mit dem Count Basie Orchestra unter der Leitung von Grover Mitchell und den New York Voices. Er ist Initiator und war künstlerischer Leiter und Festivaldirektor des „generations - Internationales Jazzfestival Frauenfeld“ von 1998 bis 2016. Im Dezember 2000 erhielt er einen Kompositionsauftrag der Schweizer Kulturstiftung Pro Helvetia für das Nonett-Projekt „The Original Tunes“. 2005 erfolgte eine Produktion und Tournee mit „Schwaller-Eckinger-Cobb …play the Billie Holiday Songbook“ sowie eine Tournee mit dem Roman Schwaller Sextet – „The Thurgovian Suite“. 2007 folgte in gleicher Besetzung das Programm "Further Expectations" mit CD-Veröffentlichung auf TCB Records - The Montreux Label.  Von 2015 bis 2019 war er Mitglied der Thomas Gansch Big Band.
Schwaller spielte u. a. mit Dizzy Gillespie, Carla Bley, Mel Lewis, Connexion Latina, Munich Saxophone Family, Thomas Stabenow, Mal Waldron, Horace Parlan, Don Friedman, Johnny Griffin, Sal Nistico, Jimmy Cobb, Joe Pass, Benny Bailey, Buster Williams, Rashied Ali, Conte Candoli, Billy Brooks, Isla Eckinger, Charly Antolini, Art Farmer, Thad Jones, Harry "Sweets" Edison, Jimmy Woode, Vladislav Sendecki, Mark Murphy, Daniel Humair, Ferdinand Povel, Alvin Queen, George Gruntz, Franco Ambrosetti, Claus Raible, Red Holloway, Steve Swallow, Attila Zoller, Aladár Pege, Albert Mangelsdorff, Walter Norris, Fritz Pauer, Herb Geller, Lex Jasper, Joachim Kühn, Alex Riel, Butch Miles, Benny Golson, George Mraz, Adam Nussbaum und Lewis Nash.
1985 erhielt Schwaller den Kulturförderpreis der Landeshauptstadt München, 1987 den „Stern des Jahres“ der Abendzeitung München und 1990 den Kulturpreis des Kantons Thurgau. Schwaller war von 2008 bis 2018 Universitätsprofessor, Abteilungsvorstand und Studiengangleiter an der Konservatorium Wien Privatuniversität und, nach Umbenennung, an der Musik und Kunst Privatuniversität der Stadt Wien (MUK). Er ist auf über 70 Schallplatten und CDs zu hören. Roman Schwaller lebt seit März 2008 in Wien.

## Trivia
- Neben seinen musikalischen Tätigkeiten arbeitete Schwaller auch als Radiomoderator für den NDR[6] und die Jazzwelle Plus München.
- Als Musical Supervisor betreute er unzählige Aufnahmen und Produktionen vor allem jüngerer Kollegen, schrieb diverse Liner Notes und mischte und masterte seit 2015 mehr als 20 Vinyl- und CD-Produktionen[7]. Für den ORF und das Schweizer Radio SRF erstellte er Audiomischungen von diversen Livekonzerten[8].
- Von 1988 bis 1996 arbeitete er auch als Sportfallschirmsprunglehrer und Freifallkameramann und -fotograf[9]. Temporär war er Mitglied des deutschen Nationalteams im Achter-Formationsspringen und gewann als Kameramann 1994 die Bayerische Meisterschaft im Vierer-Formationsspringen.
- Ebenso war er offizieller Platzsprecher bei zwei Flugtagen 2002 und 2003 am Flugplatz Ampfing und 1995 bei den dort stattfindenden Weltmeisterschaften im Freestyle[10].

## Diskographie (Auswahl)
- Child's Prayer, Klaus Weiss Quintet, MRC/EMI (1978)
- On Tour, Klaus Weiss Quintet, Calig (1979)
- Roman Schwaller Quartet, Four Leaf Clover (1979)
- Tango From Obango, Wiener Art Orchester, Art Records (1979)
- The Bizarre Is Open, Roman Schwaller Jazzquartet, JPV/Pläne (1984)
- Live In Vienna, Roman Schwaller Jazzquartet featuring Mel Lewis, Bassic Sound (1987)
- Clubdate, Roman Schwaller Jazzquartet, Jazz4Ever (1990)
- Joe Baudisch and Friends, Kagerer-Schwaller-Stabenow-Baudisch, Acoustic (1995)
- Welcome Back From Outer Space, The New Roman Schwaller Jazzquartet, JHM (1995)
- Basic Instinct, Grooveyard meets Red Holloway, Houston Person and Roman Schwaller, Organic (1997)
- Joe Baudisch Presents The Meeting Of Two Tenors, mit Johannes Enders, Acoustic (1997)
- Three Generations Of Tenorsax, Johnny Griffin-Sal Nistico-Roman Schwaller, JHM (1997), recorded 1985
- Live At The Nachtcafé Munich, Roman Schwaller Jazzquartet featuring Jimmy Cobb, Bassic Sound (1999)
- The Original Tunes, Roman Schwaller Nonet, JHM (2002)
- The Thurgovian Suite, Roman Schwaller Sextet, TCB (2006)
- Further Expectations, Roman Schwaller Sextet, TCB (2008)